# 边东道
边东道，中华民国初年设置的道。
1913年3月以清末康安道区域置，治所在巴安县（今四川省巴塘县）。属四川省。辖巴安、康定、安良、沪定、雅江、道孚、理化、怀柔、稻城、贡噶、义敦（老义敦）、盐井、甘孜、炉霍、丹巴、定乡等县。辖区约当今四川省金沙江以东，大金川、大渡河（含泸定县）以西，得荣、乡城、稻城、九龙等县以北地区。1914年废。